# Obscuropterus
Obscuropterus is een kevergeslacht uit de familie van de boktorren (Cerambycidae). De wetenschappelijke naam van het geslacht werd voor het eerst geldig gepubliceerd in 2003 door Adlbauer.

## Soorten
Obscuropterus is monotypisch en omvat slechts de volgende soort:
- Obscuropterus melanargyrea (White, 1855)